# Коганов синдром
Коганов синдром  ретка  је аутоимуна болест, чији узрок није тачно познат али се претпоставља да је изазван аутоимуним поремећајем у коме имунски систем тела грешком напада сопствено ткиво и здраве ћелије у организму и изазива запаљење очију и ушију. Најчешће се јавља у 20-им или 30-им годинама живота пацијента.

## Историја
Стечена тријада несифилитичног интерстицијалног кератитиса, вестибулоаудиторне болести и повезаног аутоимуног васкулитиса, данас познатог као Коганов синдром, први пут су пријавили Моган и Баумгартнер 1934. године. Потом је дестеак година касније болест детаљно описао 1945. године. офталмолог Дејвид Гленденинг Коган (1908–1993) код 4 случаја, коју је описао као „несифилитички интерстицијски кератитис и вестибулоаудиторне симптоме“. Њему у част болест  ће касније добити његово име. Након Когановог описа болести, пријављено је приближно 15 нових случајева  углавном код младих одраслих особа, али и код  неколико старијих особа, која је била подједнако присутна код оба пола.
Године 1963. први пут је описан и атипични облик Когановог синдрома, познат и као „Логанов синдром“.

## Етиопатогенеза
У Когановом синдром изненадни почетак вестибулоаудиторних симптома (нпр  тинитус, вртоглавица, мучнина)  јавља се заједно са запаљењем рожњаче и често је праћено аутоимуним поремећајима (нпр  нодозни полиартеритис, Вегенерова грануломатоза, реуматоидни артритис).
За разлику од глувоће повезане са сифилитичним интерстицијским кератитисом, губитак слуха код Когановог синдрома такође има горе описане вестибуларне симптоме. Иако је тачна патогенеза непозната, процес болести вероватно представља имунолошку реакцију против уобичајеног антигена који се налази у рожњачи и унутрашњем уху.
Налази рожњаче су веома слични онима који се виде код сифилисом изазваног интерстицијалног кератитиса, са лимфоцитном инфилтрацијом дубоке строме са варијабилном неоваскуларизацијом.

## Клиничка слика
Коганов синдром је ретка, реуматска болест коју карактерише упала ушију и очију. Коганов синдром може довести до потешкоћа са видом, губитка слуха и вртоглавице. Стање такође може бити повезано са упалом крвних судова (васкулитисом) у другим деловима тела која могу изазвати велика оштећења органа код 15% оболелелих или, а малом броју случајева  и смрт.

## Дијагноза
Хитна процена од стране офталмолога и оториноларинголога је индикована када се сумња на Коганов синдром. Дијагноза се заснива на клиничким налазима и искључивању других узрока стромалног кератитиса (нпр  сифилис, лајмска болест, инфекција Епштајн-Бар вирусом) одговарајућим серолошким тестовима. Антитела на антигене унутрашњег уха, анти-Хсп70 (повезана са сензорнеуралним губитком слуха) и антинеутрофилна цитоплазматска антитела (повезана са васкулитисом) пронађена су код пацијената са Когановим синдромом.   
Постоје два облика Когановог синдрома који се могу дијагностиковати на основу појаве симптома и очне патофизиологије: класични облик и атипични облик. 
| Тип Когановог синдрома | Карактеристике обележја за дијагнозу | Друге очне манифестације |
| ---------------------- | --- | --- |
| Класични облик         | - Периферни субепителни кератитис који брзо еволуира у интерстицијски кератитис - Вестибуло-слушни симптоми који подсећају на Менијерову болест као што су мучнина, повраћање, тинитус, вртоглавица - Прогресивни губитак слуха који напредује до глувоће у року од 1-3 месеца - Вестибуло-слушни симптоми у року од две године од појаве симптома на оку | - Иритис - Субкоњунктивно или коњунктивно крварење - Сузење - Црвенило очију |
| Атипични облик         | - Инфламаторне манифестације (еписклеритис и хороидитис) са или без интерстицијског кератитиса - Аудиовестибуларни симптоми који се разликују од симптома сличних Менијеру који се виде у типичном облику - 2+ године између очних и вестибуларних слушних манифестација                                                                                  | - Коњунктивитис - Склеритис - Увеитис - Едем оптичког диска - Глауком затвореног угла - Папилитис - Оклузија централне вене мрежњаче - Васкуларна оптичка неуропатија - Васкулитис мрежњаче |

#### Класични облик
Класични облик Когановог синдрома карактерише несифилитични, периферни субепителни кератитис који брзо еволуира у интерстицијски кератитис са могућом васкуларизацијом у каснијим стадијумима болести.  Интерстицијски кератитис је најчешће примећена очна манифестација Когановог синдрома.  
Симптоми интерстицијалног кератитиса се брзо развијају, а  затим се полако повлаче и могу бити обострани или једнострани.  
Интерстицијални кератитис може довести до тешке фотофобије, сузења, бола у очима, црвенила очију, замагљеног вида. Болест се може спорадично разбуктати током много година пре него што се смири.
Вестибуло-аудитивни симптоми подсећају на Менијерову болест и појављују се као изненадне епизоде мучнине, повраћања, тинитуса, вртоглавице и прогресивног губитка слуха који обично напредује до глувоће у року од 1 до 3 месеца.
Класични облик Когановог синдрома се дијагностикује када пацијент развије вестибуларне слушне симптоме у року од две године након ппјаве очних симптома.  Иритис и субконјунктивално или конјунктивно крварење су такође могуће карактеристике класичног облика.

#### Атипични облик
Пацијенти са атипичним обликом Когановог синдрома обично имају инфламаторне очне манифестације, као што су еписклеритис и хороидитис, са или без интерстицијског кератитиса, заједно са аудиовестибуларним симптомима који се разликују од симптома сличних Менијеровој болести који се виде у типичном облику Когановог синдрома.  Такође постоји кашњење од више од две године између очних и вестибуларних слушних манифестација у атипичном облику. 
Атипични облик може довести до манифестација као што су коњуктивитис, предњи или задњи склеритис, увеитис, едем оптичког диска, глауком затвореног угла, папилитис, оклузија централне вене мрежњаче, васкулитичка оптичка неуропатија и/или васкулитис мрежњаче.

### Дијагностичке методе
Не постоји јединствен и дефинитиван тест који би потврдио дијагнозу Когановог синдрома.  Како је разумевање очних и системских симптома кључно за дијагнозу, дијагностика може бити тешко јер су време и повезаност очних и вестибуло-аудиторних симптома веома варијабилни, при чему неки пацијенти не развијају интерстицијски кератитис на почетку болести, а неки га развијају чак и годинама касније.  Пацијенти који имају знакове који указују на типичан Коганов синдром могу касније развити симптоме атипичног Коган синдрома. Системске манифестације су чешће у атипичном облику и могу се користити као додатак очним манифестацијама за разликовање ова два типа.
Откривање присуства инфилтрата рожњаче прегледом прорезаном лампом је критично.  Како је Коганов синдром дијагноза искључења  ако се открије интерстицијски кератитис, прво се морају искључити сифилис, херпес, хламидија, туберкулоза, рубеола, заушке, лајмска болест и паразитска етиологија, пре него што се утврди Коганов синдром као главни узрок интерстицијалног кератитиса. Ове и друге етиологије могу се искључити на основу детаљне анамнезе, усмереног лабораторијског тестирања и сазнања да оне у начелу не изазивају вестибуларне симптоме који се обично виде код Когановог синдрома.
Било је извештаја о позитивним антителима на Chlamydia psittaci иChlamydia trachomatis у окружењу Когановог синдрома.  Позитивна антитела против протеина топлотног шока, антинеутрофилна цитоплазматска антитела (АНЦА) и реуматоидни фактор (РФ), антинуклеарна антитела (АНА) и антикардиолипинска антитела су пријављена код Когановог синдрома. Педесет процената пацијената са Когановим синдромом може бити позитивно на тесту на антитела против протеина топлотног шока.
Компјутеризована томографија и магнетна резонантна томографија  могу бити нормални или показати лабиринтитис, упалу или калцификацију полукружних канала, предворја или пужнице.

## Терапија
Пацијенте са Когановим синдромом у зависости од тежине и степена системски промена, требало би пажљиво пратити и мултидисциплинарно лечити, од стране офталмолога, интернисте и оториноларинголога.  
За теже облике болести, орални кортикостероиди могу бити неопходни како би се смањио инфламаторни одговор. Када су потребне велике количине стероида или ако је болест озбиљна и не реагује на терапију стероидима, препоручују се други имуносупресивни лекови. Ови лекови укључују метотрексат, циклофосфамид, циклоспорин или азатиоприн. У неким случајевима се прописују комбинације ових лекова. Повремено, ако је болест оштетила крвне судове у уху, кохлеарна имплантат се може користити за враћање чула слуха.
Системски кортикостероиди се могу размотрити (у дози 1-2 mg/kg/дневно током 2-6 месеци) након појаве губитка слуха или када постоји захваћеност задњег дела ока, као што је васкулитис мрежњаче, задњи склеритис и задњи увеитис. Или локално преднизолон ацетатом 1%, 1 кап 4 пута дневно до једном на сваких сат времена у будном стању, током 2 до 3 недеље.
Поред тога, захваћеност унутрашњег уха, тежи облик захваћеност ока или развој системског васкулитиса могу захтевати агресивну имуносупресивну терапију.  Када пацијент не реагује на стероиде или постоји контраиндикација за њихову употребу, препоручују се ДМАРД или биолошки агенси.
Инфликсимаб се сада обично користи заједно са кортикостероидима, посебно код оних који су имали неуспешну комбинацију стероида и ДМАРД терапије. Ово омогућава смањење дозе кортикостероида код 86% пацијената.
Цинаризин се у Когановим синдромом углавном користи за лечење муке и повраћања повезаног са кретањем и вртоглавицом.  Студије су показале да цинаризин производи значајно смањење губитка слуха код неких пацијената.